# بروستر هيوز
بروستر هيوز (بالإنجليزية: Brewster Hughes)‏ هو موسيقي نيجيري، ولد في 12 ديسمبر 1912 في إبادان في نيجيريا، وتوفي في 30 سبتمبر 1986 بسبب سرطان.